# Station Diepenheim
Station Diepenheim was een station aan de voormalige spoorlijn Neede - Hellendoorn. Het station van Diepenheim was geopend van 1 mei 1910 tot 15 januari 1935. Het stationsgebouw uit 1908 bestaat nog steeds. Het ontwerp van dit station wordt Standaardtype NH 1 genoemd.